# Alpine (cliente de email)
Alpine é um cliente de email  de linha de comando (CLI) desenvolvido na University of Washington como software livre.
Alpine é uma reescrita do Pine que adiciona suporta a Unicode e outras funcionalidades. Alpine pretende ser adequado tanto a usuários inexperientes quanto aos exigentes. Pode-se aprender o uso do Alpine por pura  exploração ou pelo uso da ajuda por contexto. A interface de usuário pode ser customizada.

## Características
Alpine possui várias características em comum com aplicativos de linha de comando, como grande quantidade de teclas de atalho, o uso do teclado ao invés do mouse para navegar e fazer todas as operações. De fato, todas as operações no Alpine possuem teclas de atalho correspondente.
Diferente de outros programas de linha de comando, que miram em desenvolvedores e usuários experientes, que muitas vezes exigem que o usuário edite um arquivo de configuração, Alpine oferece a possibilidade de mudar a maioria das opções de configuração de dentro do próprio software. Isso faz do Alpine um dos aplicativos de cliente de e-mail de linha de comando mais fáceis de usar.
Alpine suporta os protocolos IMAP, POP, SMTP, NNTP e LDAP nativamente. Apesar de não suportar exibição de e-mails em HTML, ele pode mostrar o conteúdo do email em texto puro. Alpine pode ler e escrever para os diretórios em vários formatos, incluindo mbox.
Alpine inclui seu próprio editor de texto, Pico (Pico stands for PIne COmposer), que inclui comandos para edição básica de arquivos texto, tais como "Procurar e substituir", corretor ortográfico, "justificar texto" etc. Mesmo assim, qualquer outro editor de texto pode ser usado para escrever os textos para o Alpine, usando a variável de configuração Editor.
Além de ser capaz de criar um editor alternativo, os usuários podem configurar mais de cem variáveis e opções ao seu gosto, incluindo as opções de configuração de envio e recebimento de e-mails de diferentes serviços, através de uma coleção "Diretório de Entrada" e usando personalizações (chamada regras no Alpine), resultando em poder ser usado a mesma agenda de endereços para diferentes contas de email. Alpine pode também selecionar diferentes diretórios por vários critérios, incluindo threading, remetente original, destinatário e tamanho. Alpine também permite configurar as cores, os filtros, importância/classificação e configuração de fonte entre outras. Sua configuração e agenda de contatos pode ser salva localmente ou em um servidor IMAP remoto, sendo, portanto, acessível a você onde quer que você esteja. Alpine também lida com mensagens criptografadas e assinadas utilizando o padrão S/MIME.
Embora Alpine tenha sido projetado para ser acessível para iniciantes, ele pode ser facilmente configurado para usuários mais avançados. Todas as telas em Alpine incluem ajuda embutida, que podem ser acessadas rapidamente com o comando CTRL-G.

## História

### University of Washington
Alpine 1.0 foi publicado em Dezembro 20, 2007.
Em 4 Agosto de 2008, o time de desenvolvimento UW Alpine anunciou que após mais um lançamento, incorporando Web Alpine 2.0, eles iriam "mudar os esforços de desenvolvimento direto para um papel mais de consulta e coordenação para ajudar a integrar as contribuições da comunidade." Isso significou que o UW não mais manteria o Alpine, e deixaria o desenvolvimento para outros.

### fork re-alpine
Em Junho de 2009, um projeto chamado  re-alpine foi criado no SourceForge.  Ele foi usado como um upstream para os patches dos mantenedores.

### Atualmente
Desde Janeiro de 2013, Eduardo Chappa tem lançado novas versões do Alpine a partir do seu site.  A maioria dos sistemas  Unix-like atualmente o utilizam como site primário de upstream.

## Nome
"Alpine" oficialmente significa "Alternatively Licensed Program for Internet News and Email".  UW tem se referido a ele como "Apache Licensed Pine".

## Licença
Alpine está licenciado sob Apache License (versão 2 - Novembro 29, 2006), e o lançamento do seu primeiro alpha foi em  Dezembro 20, 2007. Este foi um marco de uma nova abordagem, desde que o lançamento do "alpha test" do Pine foi lançado como "não público".